# Zuo Zongtang
Zuo Zongtang (Del chino: 左宗棠; pinyin: Zuǒ Zōngtáng, pronunciado [tswɔ̀ tsʊ́ŋtʰɑ̌ŋ]; Nombre de cortesía: Chino: 季高; pinyin: Jìgāo) (10 de noviembre de 1812 - 5 de septiembre de 1885), Deletreado Tso Tsung-t'ang en Wade-Giles y conocido como General Tso en el oeste, fue un estadista y líder militar Chino en la dinastía Qing tardía.

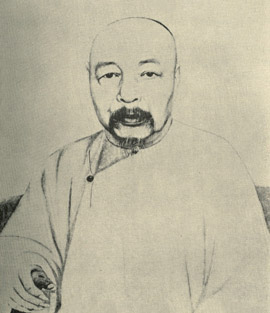
Retrato de General Tso, por Piassetsky, 1875

Nació en el condado de Xiangying, norte de Changsha en la provincia de Hunan. Sirvió en las regiones noroccidentales de China, controlando las revueltas y otros disturbios. Sirvió durante la guerra civil del emperador Qing contra la rebelión Taiping, en la que se estima que murieron unos 20 millones de personas.

## Biografía
Zuo Zongtang nació el 10 de noviembre de 1812, en una familia pobre del condado de Xiangyin en Hunan.
Su carrera tuvo un inicio desfavorable, ya que falló siete veces los exámenes oficiales de la corte cuando era adolescente. Decidió abandonar sus planes para convertirse en un funcionario civil y volver a su casa en el río Xiang en Hunan para cultivar gusanos de seda, leer y beber té.
Fue durante este periodo cuando comenzó a llamar su atención el estudio de las ciencias occidentales y política económica.

## Rebelión Taiping
Cuando estalló la rebelión Taiping en 1850, Zuo, a sus 38 años, fue contratado como consejero de Zeng Guofan, el gobernador de Hunan. En 1856 se le ofreció una posición en la provincia de Hunan. En 1860 fue comandante de una fuerza de 5 000 voluntarios, la armada Xiang (conocida después como "armada chu"), y para septiembre de ese año, él expulsó a los rebeldes de las provincias Hunan y Guangxi, hacia una costera Zhejiang. Zuo capturó la ciudad de Shaoxing y de ahí los expulsó hasta el sur en las provincias de Fujian y Guandong, donde las revueltas habían comenzado en un principio.
En 1863, Zuo fue nombrado gobernador de Zhejiang y subsecretario de guerra. En agosto de 1864, Zuo junto a Zeng Guofan, destronaron a Hong Tianguifu, rey de Taiping, lo que puso fin a la rebelión.
En 1865, fue nombrado virrey y Gobernador General de Fujian y Zhejiang. Como Comisionado de las Industrias Navales, fundó el primer astillero moderno de China y la academia naval en Fuzhou un año después.

## Legado
Zuo Zongtang fue admirado por muchos generales que vinieron después de él. El General musulmán Bai Chongxi quiso reconquistar Xinjian para el gobierno central de Kuomintang, al estilo Zuo y repelió la influencia rusa en el área.
Zuo Zongtang fue también referido por el general musulmán Ma Zhongying como uno de sus modelos a seguir cuando lideró la división 36 del Kuomintang (ejército nacional revolucionario) para reconquistar Xiajiang para el Kuomingtang del gobernador prosoviético Jin Shuren durante la rebelión Kumul.

## Pollo General Tso
El plato chino-americano Pollo General Tso es un plato típico de la comida chino-americana. Esta receta fue inventada por el chef de cocina hunanesa Peng Chang-kuei (aprendiz de Cao Jingchen, un famoso cocinero chino de principios del siglo XX), quien, en 1973, se trasladó a Nueva York para abrir un restaurante, donde empezó a inventar nuevos platos y a modificar los tradicionales. Allí inventó el pollo General Tso, que se preparaba originalmente sin azúcar, y más tarde fue modificado para adecuarse mejor a los gustos de los no hunaneses.